# 李師周
李師周（16世紀—16世紀），字原忠，廣東廣州府從化縣人，明朝政治人物。

## 生平
李師周是嘉靖二十八年（1549年）己酉科廣東鄉試第三十六名舉人，授江陰教諭，以教化士子為己任，因母親離世回鄉，服闋後調為羅源教諭，四十五年（1566年）陞永興知縣，任內輕徭薄賦，以簡靜治理縣事，御史巡視至縣，對方不滿他供應物資不力，他說：「我怎會勞役人民以換取五斗米！」於是辭官回鄉，只與海瑞、郭棐等人來往，去世後入祀永興縣名宦祠。

## 引用
1. 1 2  民國《從化縣新志·人物志》：李師周，字原忠，師曾季弟，博綜墳典，嘉靖己酉領鄉薦，選江陰教諭，脡脯無較，以作人為己任，未幾以內艱歸，起復補羅源諭，尋陞永興令，弔死恤生、輕徭薄賦，簡靜以治，民甚安之，居一載值行部使者苛細，周供帳勿備，使者恚焉，會有謀中之者，周曰：「吾豈勞民以徇五斗哉！」遂掛冠歸，士民攀轅相送，周性骯髒多大節，不問家人生產，每見逐錐刀者輒為歎惋以故，居官勵清苦，居家絕干請，與世寡合，獨與海忠介瑞、郭光祿棐以年誼意氣相善，卒後祀永興名宦，具載《郴州志》，人謂其一門孝友可風云。